# جيريت دي فريس
جيريت إبراهامزوون دي فريس (بالهولندية: Gerrit de Vries Azn)‏ (22 فبراير 1818 -4 مارس 1900)، كان قانوني وسياسي هولندي. تقلد منصب رئيس وزراء هولندا من 4 يونيو 1872 إلى 2 أغسطس 1874. جيريت هو والد عالم النبات الهولندي المشهور هيوغو دا فريس (1848-1935) صاحب نظرية الطفرة